# Kazimierz Ślaski
Kazimierz Maria Józef Ludwik Ślaski  herbu Grzymała (21. listopadu 1912 v Orłowo, Okres Wąbrzeźno 14. června 1990 v Poznani) - polský historik, badatel dějin Pomořanska, profesor Ústavu dějin hl. Polské akademie věd.

## Životopis
Narodil se 21. listopadu 1912 na rodinném statku Orłowo v rodině známého hospodářského aktivisty v Pomořansku Jerzego Slaskiego, herb Grzymała (1881-1939) a Katarzyna Mycielska herb Dołęga (1888-1955 ).
Doktorát získal na univerzitě Mikuláše Koperníka v Toruni. Byl zaměstnancem Institutu pro západní záležitosti, Zemského státního archivu v Poznani, Archivu Polské akademie věd v Poznani a od roku 1962 Historického ústavu Polské akademie věd. Habilitoval na Historickém ústavu Univerzity Adama Mickiewicze v roce 1977 na základě disertační práce Milénium polsko-skandinávských kulturních vztahů.
Zemřel 14. června 1990 v Poznani. Byl pohřben 22. června 1990 na hřbitově v Junikowo v Poznani (pole 35, parcela 4, místo 5).

## Publikace
Publikoval přes 200 vědeckých prací o historii Pomořanska a Skandinávie:
- Územní rozdělení Pomořanska ve 12.-12. století, Poznaň 1960
- Západní Pomořansko. Naše vlast , Poznaň 1960
- Etnické změny v Západním Pomořansku v historickém vývoji, Poznaň 1954.
- Západní Slované v Baltu v 7.-13. století, Gdańsk: Wydawnictwo Morskie, 1970.
- Historie Pomořanska: kolektivní studie. Svazek 1, Do roku 1466. Sv. 2, (spolu s Benedykt Zientara), Poznań: Wydawnictwo Poznańskie, 1969; vyd. 2 dodatek: Poznań : Wydaw. Pozn., 1972.
- Historie Pomořanska: kolektivní studie. svazek 3, (1815-1850). sv. 1, Ekonomika, společnost, systém (spolu se Stanisławem Salmonowiczem a Bogdanem Wachowiakem), Poznań: Poznaňská společnost přátel vědy, 1993
- Předchůdci Kolumba, Gdaňsk: Wydawnictwo Morskie, 1969.
- Z historie regionu Człuchów: kolektivní dílo, (redakce), Poznaň; Slupsk : Wydaw. Poznańskie, 1967, Řada (Knihovna Słupsk; sv. 16).
- Historické nitky v příbězích o počátcích Polska, Poznaň: Państwowe Wydaw. Naukowe, 1968, řada (Práce historické komise / Poznaňská společnost přátel věd. Fakulta historie a sociálních věd; sv. 24, číslo 1)
- Milénium polsko-skandinávských kulturních vztahů, Wrocław : Zakład Narodowy im. Ossoliński - Wydaw., 1977, řada (Vydavatelé Baltického institutu v Gdaňsku. Řada Scandinavian Studies; sv. 4)
- Historie kolobřežské země až do její germanizace, Toruň: nakł. Vědecká společnost, 1948.
- Beiträge zur Geschichte Pommerns und Pommerellens', Dortmund: Forschungsstelle Ostmitteleuropa, 1987.
- Staří mořeplavci Oceánie , Gdaňsk: Wydawnictwo Morskie, 1979.